# Ikuma Dan
Ikuma Dan (Japans: 團伊玖磨, Dan Ikuma) (Tokio, 7 april 1924 – Suzhou, Volksrepubliek China, 17 mei 2001) was een Japans componist en dirigent.

## Levensloop
Hij is afkomstig uit een prominente familie. Zijn grootvader baron Takuma Dan was president van Mitsui, het grootste maatschappelijke conglomeraat (Keiretsu) in Japan en een van de grootste handelsmaatschappijen ter wereld, tot 1932. Dan studeerde aan de toenmalige Academy of Music (nu: Tokyo National University of Fine Arts and Music) in Tokio bij Sabino Moroi, Kanicki Shimofusa, een leerling van Paul Hindemith, Kosaku Yamada (1886-1965) en Kunihiko Hashimoto en studeerde af in 1946. Verder studeerde hij privé bij Sabino Moroi. Hij werd vrije medewerker bij de Japanse openbare televisie- en radiomaatschappij Nippon Hōsō Kyōkai (NHK).
Dan huwde met Kazuko Fujieda. Zijn hadden twee zonen. Zijn echtgenote overleed in 2000.
Ook als dichter en prosaschrijver was hij bekend. Onder de titel Jottings while smoking a pipe schreef hij artikelen voor de Asahi Pictorial, dat bij de Asahi Shimbun Publishing House gepubliceerd werd. Vanaf juni 1964 tot oktober 2000 schreef hij iedere week een artikel voor de Asahi Pictorial. Het werd afgedrukt in 27 boeken. Van deze boeken bestaat er ook een Chinese uitgave.
In 1959 componeerde hij voor het huwelijk van de toenmalige kroonprins Akihito en prinses Michiko de Grand March “Celebration” en dezelfde mars werd ook bij het huwelijk van hun zoon kroonprins Naruhito met kroonprinses Masako in 1993 uitgevoerd.
Hij heeft grote verdiensten in de uitwisseling tussen componisten uit Japan en Volksrepubliek China. Dan bracht sinds 1979 Japanse orkestmuziek en opera's naar China, onder andere ook zijn populairste opera Yū-zuru (The Twilight Heron), die dertien keer in Peking, Tianjin en Shanghai uitgevoerd werd en een groot succes bij het publiek had. Verder doceerde hij aan de voornaamste Chinese muziekacademies, dirigeerde in Peking en Shanghai orkesten en was president van de Sino-Japanese Cultural Exchange Association. Hij schreef ook muzikale werken, die op Chinese historie en cultuur gebaseerd is, zoals The Silk Road, Great Wall, Imperial Concubine Yang en Flying Apsaras.
Dan werd als een van de belangrijkste en in het buitenland bekendste Japanse componisten beschouwd. Hij schreef zeven opera's, zes symfonieën, zestien andere orkestwerken, zeven kamermuziekwerken en talrijke liederen en koorwerken en een groot aantal filmmuzieken. Zijn bekendste opera Yū-zuru (The Twilight Heron) werd meer dan 500 keer uitgevoerd en is de Japanse opera, die het meest uitgevoerd werd. Dan was lid van de Japan Academy of Art.

## Composities

### Werken voor orkest
- 1950 Symfonie No. 1 in A-groot, voor orkest
- 1956 Symfonie No. 2, voor orkest
- 1958 Journey through Arabia, voor orkest
- 1960 Symfonie No. 3, voor orkest
- 1965 Symfonie No. 4, voor orkest
- 1965 Festival overture
- 1966 Symfonie No. 5, voor orkest
- 1967 Letters from Japan No. 1, voor orkest
- 1968 Letters from Japan No. 2, voor orkest
- 1971 Everest Symfonie, voor orkest
- 1973 Fantasia No. 1 voor viool en orkest
- 1974 Letters from Japan No. 3, voor orkest
- 1974 Nagasaki, symfonisch gedicht voor gemengd koor en orkest
- 1978 Ode to "Saikai" voor gemengd koor en orkest
- 1984 Fantasia No. 2 voor viool en orkest
- 1985 Fantasia No. 3 voor viool en orkest
- 1985 Symfonie No. 6 "Hiroshima", voor orkest
- 1990 Nocturne and Dance, voor fluit en orkest
- The Great Wall of China, voor orkest

### Werken voor harmonieorkest
- 1947/1987 美しき日本の四季 (It is beautiful, it comes, the Japanese four seasons)
- 1955/1999 Suite for The Silk Road
  1. Preludio capriccioso
  2. Pastral
  3. Dance
  4. Marcia
- 1959 Grand March “Celebration”
- 1964 Olympic Overture
- 1964 Prospera aeterna
- 1965 この土 (This earth)
- 1965 行進曲 (March)
- 1965 The Youth, March
- 1965 Kiska March
- 1976 Sonata for Band
  1. Allegro ma non Troppo
  2. Maestoso
- 1976 Grand March "BEPPU" (ook: Marathon March "BEPPU")
- 1977 Procession Fantasy for Band
  1. Procession of Men
  2. Procession of Women
  3. Thence procession of Women and Men
- 1978 March Umi no Wakoudo
- 1987 Grand March “Hope”
- 1988 Grand March “Pacific Fleet”
- 1988 Zushi Kaisei Anthem
- 1993 Grand March “The Royal Weddings”
- 1998 March Kibou no Asioto
- 2000 March Tanabata
- 2001 FANTASIA for the future and for our children
- JASDF March
- March "YOKOSUKA"
- Bridgestone March
- 花といるのはしあわせだ (The flower it is happy to be)

### Muziektheater

#### Opera's
| Voltooid in | titel                              | aktes   | première                            | libretto                                                                          |
| ----------- | ---------------------------------- | ------- | ----------------------------------- | --------------------------------------------------------------------------------- |
| 1951        | Yū-zuru (The Twilight Heron)       | 1 akte  | 30 januari 1952, Osaka              | Junji Konishita                                                                   |
| 1955        | Kikimimi zukin (The Listening Cap) | 3 aktes | 18 maart 1955 in de buurt van Osaka | Junji Konishita                                                                   |
| 1958        | Yō kihi (Yang Kwei-fei)            | 3 aktes | 11 december 1958, Tokio             | J. Osaragi gebaseerd op het leven van een Chinese concubine uit de T'sang Dynasty |
| 1972        | Hikarigoke (Luminous Moss)         | 2 aktes | 27 april 1972, Osaka                | T. Takeda                                                                         |
| 1975        | Chanchiki                          | 2 aktes | 1975, Tokio                         | Y. Mizuki                                                                         |
| 1994        | Susanô                             | 3 aktes |                                     |                                                                                   |
| 1997        | Takeru                             | 3 aktes |                                     |                                                                                   |

#### Balletten
| Voltooid in | titel               | aktes | première | libretto | choreografie |
| ----------- | ------------------- | ----- | -------- | -------- | ------------ |
| 1961        | Futari Shizuka      |       |          |          |              |
| 1989        | Master Flute Player |       |          |          |              |

### Cantates
- The Truth of the Creation, cantate voor groot gemengd koor en orkest - tekst: Tenrikyo uit de versen van Ofudesaki

### Vocale muziek
- 1945 Six songs for children voor sopraan en orkest - tekst: Hakushu Kitahara
  1. The Weasel
  2. Gourds
  3. Autumn Fields
  4. Saury Fish
  5. Karariko
  6. The Snow Maiden
- 1947 Flower Town (Hana no machi), voor sopraan en piano/orkest - tekst: Shoko Ema
- 1962 Huit morceaux de Cocteau
- 1968The Chikugo River, kooral suite voor gemengd koor en piano/orkest
- Good-bye, Forever voor zangstem
- Komoriuta (Lullaby), voor sopraan en orkest - tekst: Akira Nogami

### Kamermuziek
- 1947 Strijktrio
- 1948 Strijkkwartet
- 1973 Fantasia Nr. 1, voor viool en piano
- 1981 Night, voor twaalf celli
- 1984 Fantasia Nr. 2, voor viool en piano
- 1985 Fantasia Nr. 3, voor viool en piano
- 1986 Sonata, voor fluit en piano
- 1988 Sonate, voor fagotkwartet
- 1998 Sonata, voor cello
- 1998 Sonata No. 1, voor viool
- 1999 Sonata No. 2, voor viool
- 2001 Black and Yellow, voor viool and strijkkawrtet

### Filmmuziek
- 1952 Shinku chitai - (Vacuum Zone)
- 1952 Sengoku burai - (Sword for Hire)
- 1952 Shanhai no onna - (Woman of Shanghai)
- 1953 Gan - (The Mistress)
- 1953 Shishi no za - (An Heir's Place)
- 1953 Nigorie
- 1953 Akasen kichi - (Red-Light Bases)
- 1954 Samurai 1 - Miyamoto Musashi
- 1954 Okuman Choja - (A Billionaire)
- 1954 Ai to shi no tanima - (The Valley Between Love and Death)
- 1954 Aru onna
- 1955 Koko ni izumi ari
- 1955 Dansei No. 1 - (A Man Among Men)
- 1955 Ai sureba koso
- 1955 Keisatsu nikki - (Policeman's Diary)
- 1955 Samurai 2 - Zoku Miyamoto Musashi: Ichijôji no kettô - (Duel at Ichijoji Temple)
- 1955 Wataridori itsu kaeru - (House of Many Pleasures)
- 1955 Mugibue - (Grasfluit)
- 1955 Meoto zenzai
- 1956 Aijô no kessan - (Settlement of Love)
- 1956 Ankokugai - (The Underworld)
- 1956 Karakorumu
- 1956 Samurai 3 - Miyamoto Musashi kanketsuhen: kettô Ganryûjima - (Duel at Ganryu Island)
- 1956 Byaku fujin no yoren - (Bewitched Love of the White Wife)
- 1957 Yoshida to Sanpei monogatari: Ohanake no sekai
- 1957 Iran-Iraq-Mesopotamia
- 1957 Tohoku no zunmu-tachi - (The Men of Tohoku)
- 1957 Chieko-sho
- 1957 Yukiguni - (Snow Country)
- 1958 Muhomatsu no Issho - Muhomatsu the Rickshaw Man - The Rickshaw Man - Rikschamann
- 1958 Kigeki ekimae ryokan - (The Inn in Front of the Train Station)
- 1959 Kitsune to tanuki
- 1959 Son go kû - (Magic Monkey Sun)
- 1959 Sensuikan I-57 kofuku sezu - (Submarine 1-57 will not surrender)
- 1959 Sengoku Gunto-Den - (Saga of the Vagabonds)
- 1960 Bokuto kidan - (The Twilight Story)
- 1960 Hawai Middouei daikaikusen - (I bombed Pearl Harbor)
- 1960 Chi no hate ni ikuru mono - (The Angry Sea)
- 1961 Fundoshi isha - (Life of a Country Doctor)
- 1961 Sekai daisenso - (The Last War)
- 1961 Taiheiyo no arashi - (Banzai-Banzai, de piloten van de duivel - The storm of the Pacific)
- 1961 Gen to fudômyô-ô - Gen to Fudo Muyo O - (The Youth and His Amulet)
- 1962 Otogi no sekai ryoko - (Otogi's Voyage Around the World)
- 1962 Shin kitsune to tanuki
- 1962 Sonoyoru wa wasurenai - (A Night to Remember - Hiroshima Heartache)
- 1963 Yushu heiya - (Madame Aki)
- 1963 Taiheiyo no tsubasa - Attack Squadron (Kamikaze) - (De overwinnende adelaars van Okinawa
- 1963 Shin meoto zenzai
- 1963 Norainu sakusen - (Operation Mad Dog)
- 1963 Dokuritsu kikanjûtai imada shagekichu - (Outpost of Hell)
- 1963 Tsuma toiuna no onnatachi
- 1963 Roppongi no yoru: aishite aishite
- 1964 Baka ga tanku de yatte kuru
- 1964 Kigeki yôki-na mibôjin
- 1964 Hadaka no jûyaku
- 1965 Taiheiyo kiseki no sakusen: Kisuka - (Miraculous Military Operation in the Pacific Ocean, Kiska)
- 1965 Garakuta - (The Rabble)
- 1966 Senjo Ni Nagareru Uta - (We Will Remember)